# Municipio de Ladd
El municipio de Ladd (en inglés: Ladd Township) es un municipio ubicado en el condado de Bowman en el estado estadounidense de Dakota del Norte. En el año 2010 tenía una población de 15 habitantes y una densidad poblacional de 0,16 personas por km².

## Geografía
El municipio de Ladd se encuentra ubicado en las coordenadas 45°58′54″N 103°26′32″O / 45.98167, -103.44222. Según la Oficina del Censo de los Estados Unidos, el municipio tiene una superficie total de 93.33 km², de la cual 93,31 km² corresponden a tierra firme y (0,02 %) 0,02 km² es agua.

## Demografía
Según el censo de 2010, había 15 personas residiendo en el municipio de Ladd. La densidad de población era de 0,16 hab./km². De los 15 habitantes, el municipio de Ladd estaba compuesto por el 100 % blancos. Del total de la población el 0 % eran hispanos o latinos de cualquier raza.